# 第二次世界大战期间德国对战俘犯下的暴行

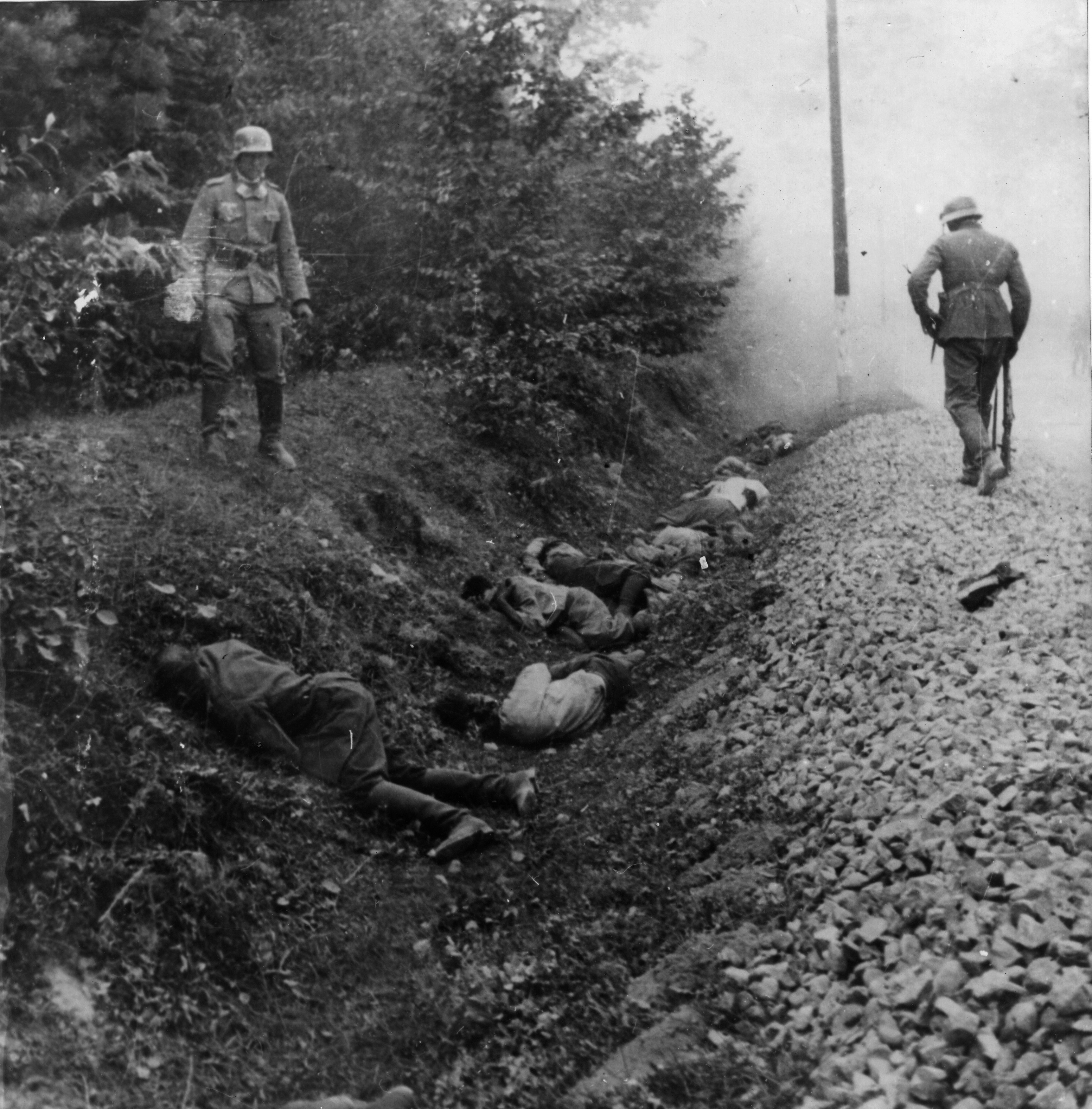
1939年9月9日，德国第15摩托化步兵团的士兵在切皮耶卢夫处决了大约300名波兰战俘。

在第二次世界大战期间，纳粹德国对战俘（POWs）犯下了许多暴行。德国对战俘的虐待和战争罪行从战争初期入侵波兰时就已开始，据估计，约有3,000名波兰战俘在数十起事件中被杀害。德国对战俘的待遇因所属国家而异：总体而言，德国对西方盟国的战俘相对较好，而在东线战场上情况则恰恰相反。
德国对苏联战俘的待遇最臭名昭著：纳粹德国关押的苏联战俘，主要由德国军队拘留，经常挨饿，并遭受致命的条件。在近600万人中，约有300万人在监禁期间死亡。意大利囚犯也特别遭受德国暴行。

## 入侵波兰（1939–）
在第二次世界大战爆发的德国入侵波兰期间，纳粹德国实施了许多涉及波兰战俘（POW）的暴行。早在战争的第一天，就有记录的波兰战俘大屠杀就发生了（p. 11）另外人紧随其后（例如9月5日的塞罗克大屠杀）:31。在此期间，据估计，国防军至少大规模谋杀了3000名波兰战俘:121:241，起最大的暴行是1939年9月8日的Ciepielów大屠杀（约300人）和9月13日至14日的Zambrów大屠杀（约200人。这些暴行大多被归类为国防军的战争罪。
战俘营的波兰战俘，无论是临时的还是长期的，都受到了恶劣的待遇；鲍勃·摩尔指出，“一些[恶劣的]条件可以归因于德国胜利的速度和缺乏充分的准备，[但]毫无疑问，虐待也是故意造成的。”战俘营中的名波兰士兵受到的待遇比西方盟国更糟糕；在某些情况下，德国人认为波兰不再作为一个国家存在，所以波兰士兵不应该拥有战俘身份；然而，一般来说，波兰囚犯得到了法律保护。然而，在大屠杀的前奏中，波兰军队的犹太士兵也比其他人更有可能成为各种暴行的受害者；只有犹太军官受到合理的待遇——大多数入伍和士官的犹太士兵在大屠杀中丧生。:301后来，在德国占领波兰期间，一直持续到1945年初，被俘的波兰抵抗战士被德国军队例行处决。

## 西线（1940–）
同样，在敌对行动加剧和德国在西线的胜利之后，德国人对西方盟军进行了多次屠杀，例如Le Paradis大屠杀（97名受害者）:24，47-56或Wormhoudt大屠杀（81名受害者）。:56-63德国的种族政策导致对来自法国殖民地的黑人士兵（塞内加尔暴民）的特别残酷待遇。据信，其中1500至3000人在国防军投降后犯下的战争罪行中丧生，这些罪行通常是在Bois d'Eraine大屠杀和Chasselay大屠杀等事件中。幸存者受到的待遇比军衔相当的白人士兵要严厉得多。 同样，纳粹对英国殖民部队（大部分在北非被俘）的待遇比欧洲的同行更糟糕。:4, 13–14, 346
违反国际惯例，法国战俘的任务是清除马吉诺线的雷区（战后，许多盟国以同样的方式雇用德国战俘，以此为理由）。62名法国抵抗运动成员在圣热尼-拉瓦尔大屠杀等事件中丧生（120人受害者）。1944年D-Day之后，西线战俘大屠杀再次发生，例如马尔梅迪大屠杀（84名受害者）或诺曼底大屠杀（156名受害者）。:x据估计，数百至一千多名盟军飞行员在抓获后不久在各种事故中丧生，有时是被德国轰炸激怒的平民（例如，见吕塞尔斯海姆大屠杀）；还有许多人受到虐待。:405

## 东线（1941-1945）

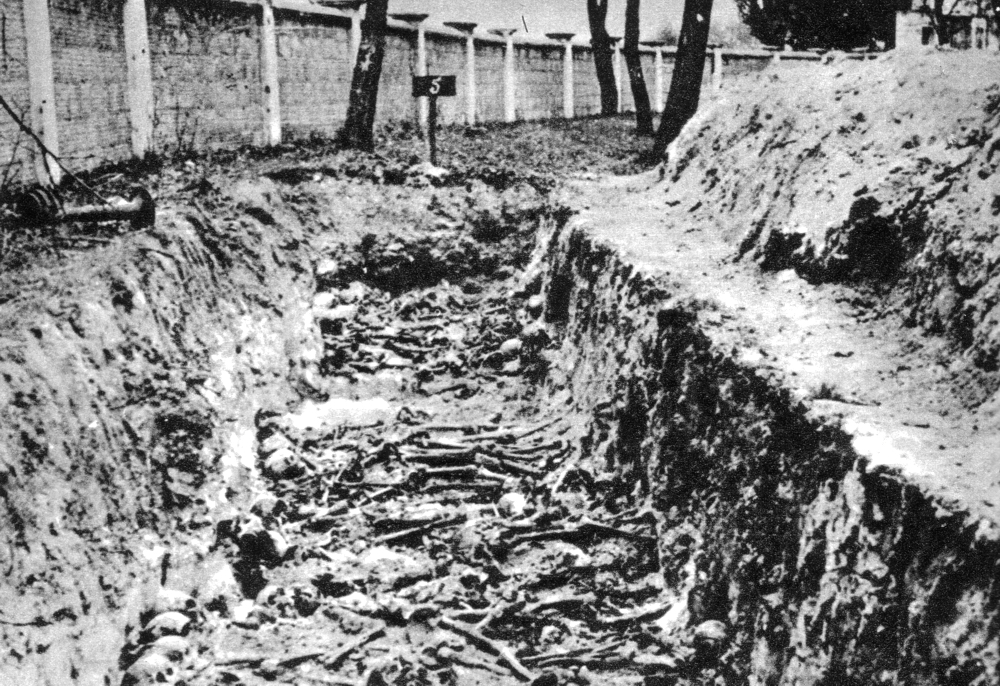
德国占领的波兰德布林要塞的Stalag 307营地的苏联士兵乱葬坑

1941年6月，德国及其盟国入侵苏联，并发动了一场灭绝战争，完全无视战争法律和习俗。入侵前发布的刑事命令包括处决被俘的苏联委员。:79到1941年底，超过300万苏联士兵被俘，其中大部分是在德国军队快速推进期间的大规模包围行动中。:23到1942年初，他们中的三分之二死于饥饿、暴露和疾病。:230:154这是历史上所有大规模暴行中持续死亡率最高的一次。:226-227
苏联犹太人、政治委员和其他一些群体被系统地处决。:226:231更多的囚犯因受伤、生病或无法跟上强制行军而被枪杀。:213:202其他人死于恶劣的强迫劳动条件下。超过10万人被转移到纳粹集中营，:278他们受到的待遇比其他大多数囚犯更糟糕。:230:282这些苏联战俘中有282人死亡，被称为“军事史上最严重的罪行之一”。:568苏联战俘死亡总数大大超过了其他国籍的战俘死亡人数。:235-236:204大约330万苏联战俘在德国管辖下灭亡。:80关于死亡率，估计为43到63%。德国对东线战俘的罪行不仅限于对苏联士兵的罪行；在苏联指挥下服役的波兰士兵也是几次大屠杀的受害者，1945年最大的暴行是Podgaje大屠杀（约200人）和霍尔卡大屠杀[pl]（约300人受害者）。:23
在许多有记录的案例中，被俘的苏联士兵遭受酷刑和残害。他们用红热的铁打上烙印，眼睛、耳朵、手、手指和舌头等身体部位被切掉，肚子被撕裂，活着时反复刺刀，被绑在坦克上后被撕碎，并被烧死或活埋。

## 突击队（1942-）
突击队命令于1942年10月18日由德国武装部队最高指挥部OKW发布。该命令规定，所有在欧洲和非洲被俘的盟军突击队都应在不经审判的情况下被即决处决，即使他们穿着适当的制服或试图投降。:79-80数十名盟军特种部队士兵因这一命令被处决。

## 意大利（1943–）
主要文章：意大利军事拘留者

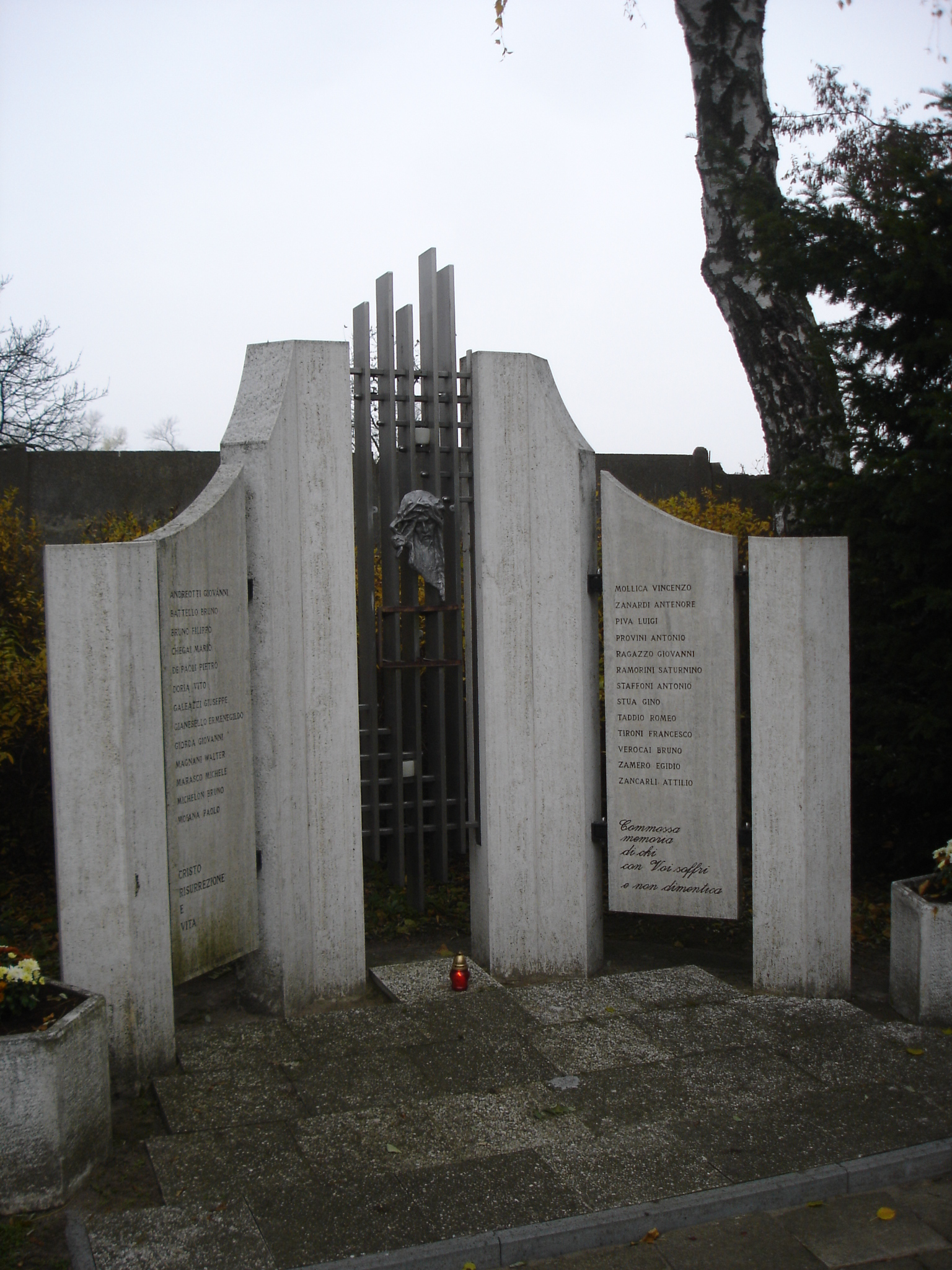
纪念在波兰斯塔加德的Stalag II-D营地牺牲的意大利战俘

在第二次世界大战意大利和盟军停战（1943年9月8日）之后的几天里，大多数意大利军队拒绝参战，随后被德国人拘留。意大利投降后，大约有100万人被德国人拘留。:146一些人是德国人实施的大规模处决和屠杀的受害者。:311，323:197有些人遭受了艰苦的强迫劳动，甚至被送往纳粹集中营。:311，323其他人被关押在营地，那里的囚犯死亡率在德国被关押中排名第二（6%至7%）。:235-236一些士兵在到达战俘营之前被谋杀，例如凯法利尼亚岛大屠杀的5000名受害者。:750:202:196

## 三月（1945）

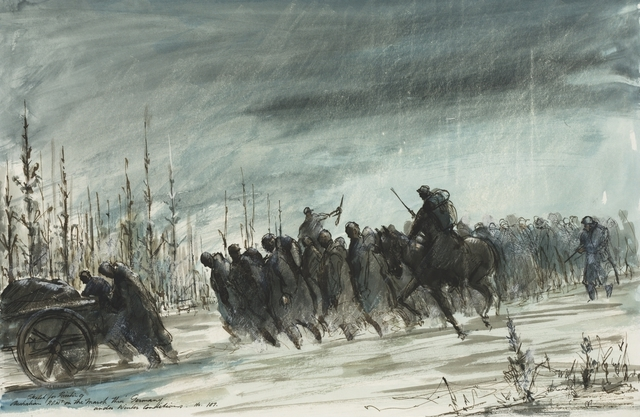
1944-45年冬天，澳大利亚战俘在德国行军的图画

“行军”是指在欧洲第二次世界大战最后阶段对德国控制下的战俘实施的一系列死亡行军，因为德国人正在退缩，并试图阻止盟国（主要是苏联）夺回战俘:40–42；数名战俘，估计有数千人，在那次事件中死亡。:70 确切数字未知，甚至粗略估计也会有所不同。:445

## 战俘营

### 强迫劳动
主要文章：第二次世界大战期间德国统治下的强迫劳动
随着战争的继续，德国越来越多地使用战俘进行强迫劳动，尽管这违反了国际条约。:166这尤其影响了来自美国和英联邦以外的国家的囚犯，他们通常在营地受到更严厉的待遇。许多来自德国人占领地区的低级囚犯（例如，这影响了波兰人:38-40，苏联，南斯拉夫，法国:65及以后，意大利士兵）被从战俘营中释放，然后立即被迫与德国当局签订劳动合同；从技术上讲，这些合同并没有违反国际条约，因为他们此时不再是战俘。:38-401944年，近200万战俘在德国从事强迫劳动。

### 战俘营的死亡率
德国集中营战俘的死亡率，除了苏联战俘的死亡率非常高之外，取决于群体，为1-6%。Gerlach引用了英国和美国囚犯约1%，法国囚犯约1-2.8%，比利时囚犯约2-2.5%，荷兰囚犯约占2-3%，波兰人约占2-4%，南斯拉夫囚犯约占3-6%，意大利人占6-7%。:235-236
由于大屠杀，在各个军队服役的犹太人的处境特别困难。:297-303然而，虽然犹太人比非犹太人更受德国人的虐待，但他们的命运通常与他们所属的国家和军队有关。:297-303苏联战俘中的人处分很糟糕；正如Moore所指出的，“东线对犹太战俘的待遇甚至比对非犹太人的待遇更极端。”:297-303名在波兰军队服役的非军官犹太人被释放到普通民众中，与平民一起灭亡。:297-303然而，大多数在西方盟军队服役的犹太人以及波兰军队的犹太军官只遭受了轻微的歧视，他们的情况与英国、法国或美国军队中的外邦人相对相似。:297-303

### 战俘营的处决

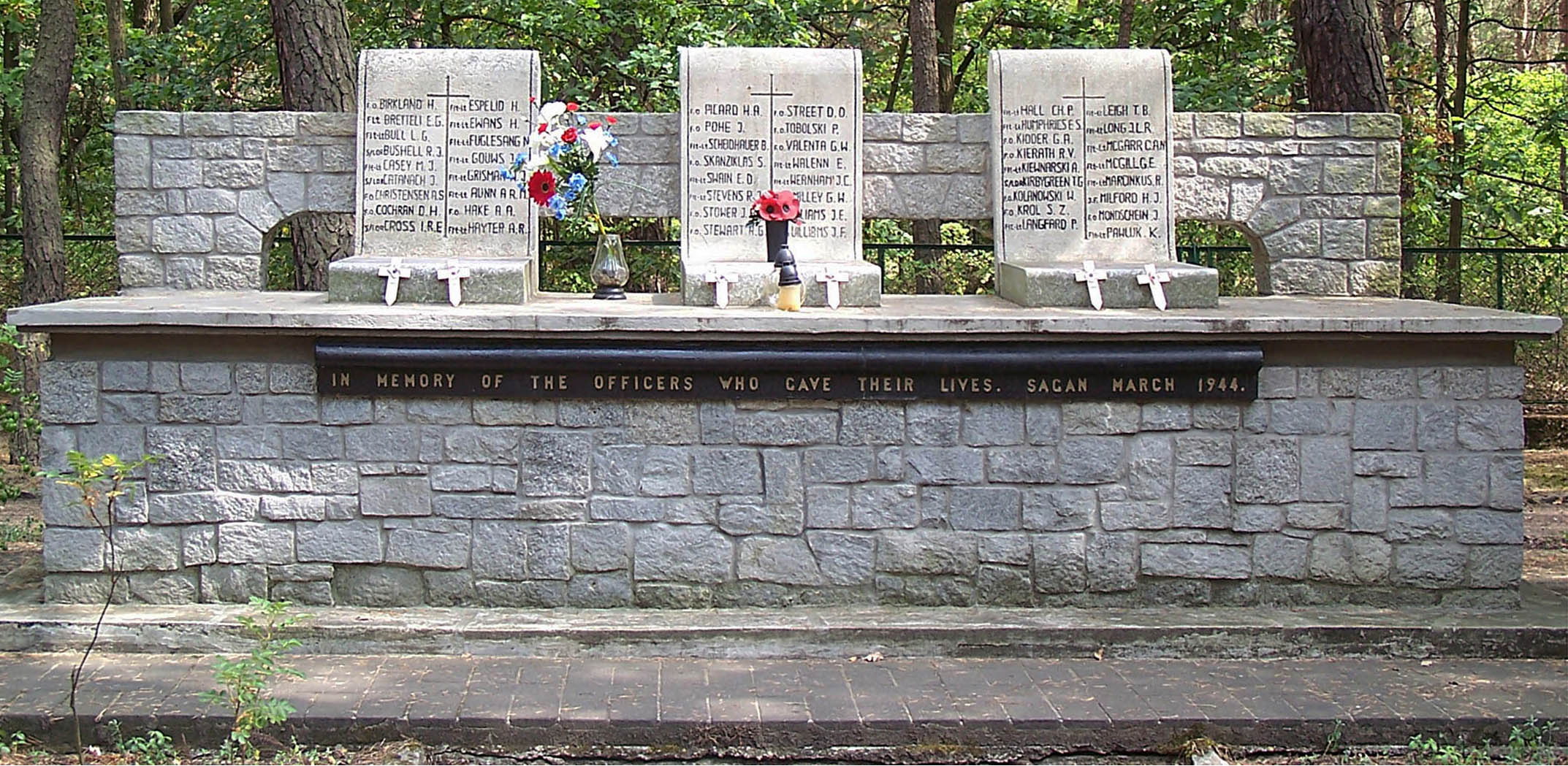
纪念“大逃亡”后被处决的盟军飞行员，波兰扎甘

在一些情况下，关押在战俘营的战俘因各种原因被处决，这些原因在随后的调查中被认为是战争罪；其中最臭名昭著的是1944年3月25日的Stalag Luft III谋杀案，在战俘的“大逃亡”大多不成功之后；其中50人被处决为惩罚。:261一起类似的事件涉及几十名波兰军官，他们在1943年从Oflag VI-B逃跑失败的尝试中被夺回后被处决。:36
其中一些事件被归因于Ktion Kugel，这是盖世太保负责人海因里希·缪勒于1944年发布的一项秘密法令，该法令规定，除英国或美国外，所有从战俘营中夺回的逃犯都应被带到毛特豪森集中营并处决。:163, 296–297:15据估计，由于这项法令，多达5000名盟军战俘可能被杀害。:253

## 后果
在战争仍在进行期间，对被指控对战俘犯下罪行的德国人进行了第一次审判；与此同时，西方盟友仍在通过联合国战争罪委员会收集信息。:10-11此外，到1945年8月底，巴黎为所有纳粹战犯建立了战犯和安全嫌疑人中央登记册（CROWCASS）。:456到1947年，它列出了6万多名嫌疑人；只有一小部分人被起诉。:109
第二次世界大战后不久，在纽伦堡审判（特别是在最高指挥部审判期间），许多德国对战俘的罪行被发现直接违反了战争法（特别是日内瓦公约和海牙公约）。:61、78-85、144-145几乎所有在审判期间受审的德国高级指挥官都被认定犯有针对战俘的罪行。:150-153尽管有审判，但德国公众对其正规军（国防军）犯下的战争罪行的认识直到90年代末才出现（见国防军无罪论）。:197-198

## 历史学
德国签署了1929年《关于战俘的日内瓦公约》。:4–5然而，一些学者指出，德国没有很好地遵守日内瓦公约。最早研究这一主题的历史学家之一Szymon Datner在20世纪60年代得出结论，“在第二次世界大战期间，德国践踏了所有国际法规则，包括与战俘有关的规则”。:xv–xviCharles Rollings同样指出，轴心国以及苏联“或多或少地忽略了[日内瓦]的规定”，特别是在东线。:4–5Henryk Tomiczek写道：“德国人操纵了日内瓦原则，经常违反这些原则”。Vasilis Vourkoutiotis指出，德国最高指挥部有意识地决定不遵守《日内瓦公约》，例如没有向战俘提供足够的口粮。 Simon MacKenzie指出，德国“经常违反《日内瓦公约》的特定规定”，特别是在非英语战俘强迫劳动的背景下。
鲍勃·摩尔在德国对波兰战俘的暴行的背景下写道，各种事件的数量和广度“表明，如果《日内瓦公约》不适合他们，至少国防军很少考虑其微情”，后来，波兰战俘的营地条件不如《公约》规定的条件。:30，33他还观察到，德国的暴行“不能归因于长期接触近距离战斗造成的暴行，因为许多事件发生在敌对行动开始后的几天内，有时是几个小时内。” :32亚历山大·B。Rossino也在波兰战役的背景下指出，德国人应该遵守《日内瓦公约》“然而，在[波兰]战役期间，当波兰军事人员落入他们手中时，德国军队经常忽视或无视这些规则和条例......尽管国际法律限制和军队自己的法规，每个德国士兵都知道，但在波兰战争的每一天，战俘都会被无情地枪杀、挨饿死、殴打和虐待。”:179-185
另一方面，Gerlach写道：“除苏联囚犯外，德国军队主要根据国际战争法对待囚犯”。:235-236希特勒和他的一些亲密伙伴，如約瑟夫·戈培尔，比德国军队中更传统的军官更热议《日内瓦公约》。在许多情况下，希特勒主张放弃日内瓦公约（特别是突击队和飞行员），只是他的论点被其他人斥责或悄悄地忽视。德国军方的克制主要动机是害怕盟军手中的德国囚犯受到报复。